# For Those Who Have Heart
For Those Who Have Heart es el segundo álbum por A Day to Remember. El álbum fue relanzado el 19 de febrero de 2008, con canciones adicionales y un DVD bonus.

## Información general
El álbum fue lanzado el 23 de enero de 2007 y llegó al número 17 en Billboard Top Heatseekers y al número 43 en la lista Top Independent Albums.
Tres sencillos fueron lanzados; "The Plot to Bomb the Panhandle", "The Danger in Starting a Fire" y la versión "Since U Been Gone" que es presentado como un relanzamiento. 
El álbum fue reeditado el 19 de febrero de 2008. La reedición tiene diferentes tapas, tres bonus tracks; una canción inédita y dos canciones regrabadas que aparecieron originalmente en su álbum debut, And Their Name Was Treason, la versión de Kelly Clarkson "Since U Been Gone", cómo también un DVD bonus que incluye imágenes del show de A Day to Remember en OCala, los vídeos musicales de "The Plot to Bomb the Panhandle" and "The Danger in Starting a Fire", cómo también un detrás de cámaras. Después de que vendieron su nueva publicación se fueron de gira.

## Listado de canciones
| N.º | Título                                     | Duración |  |
| 1.  | «Fast Forward to 2012»                     | 1:33     |  |
| 2.  | «Speak of the Devil»                       | 3:23     |  |
| 3.  | «The Danger in Starting a Fire»            | 3:02     |  |
| 4.  | «The Plot to Bomb the Panhandle»           | 4:04     |  |
| 5.  | «Monument»                                 | 3:48     |  |
| 6.  | «The Price We Pay»                         | 2:43     |  |
| 7.  | «Colder Than My Heart, If You Can Imagine» | 4:03     |  |
| 8.  | «Show 'Em the Ropes»                       | 3:23     |  |
| 9.  | «A Shot in the Dark»                       | 3:52     |  |
| 10. | «Here's to the Past»                       | 3:59     |  |
| 11. | «I Heard It's the Softest Thing Ever»      | 4:06     |  |
| 12. | «Start the Shooting»                       | 4:44     |  |
| 13. | «Since U Been Gone»                        | 3:18     |  |
| 14. | «Why Walk on Water When We've Got Boats»   | 1:54     |  |

Bonus DVD
1. "Fast Forward to 2012" (show en vivo)
2. "Heartless" (show en vivo)
3. "A Shot in the Dark" (show en vivo)
4. "1958" (show en vivo)
5. "Why Walk on Water When We've Got Boats" (show en vivo)
6. "Since U Been Gone" (show en vivo)
7. "Monument" (show en vivo)
8. "The Danger in Starting a Fire" (show en vivo)
9. "You Should've Killed Me When You Had the Chance" (show en vivo)
10. "The Plot to Bomb the Panhandle" (show en vivo)
11. "The Danger in Starting a Fire" (vídeo musical)
12. "The Plot to Bomb the Panhandle" (vídeo musical)
13. "Behind the Scenes in Ocala" (featurette)

## Personal
| - Jeremy McKinnon - Vocalista - Tom Denney - Guitarra principal - Neil Westfall - Guitarra rítmica - Joshua Woodward - Bajo - Alex Shelnutt - Batería, percusión | - Producido y remixado por Eric Arena - Diseñado por Eric Arena, Chris Fortin y Joe Mahoney - Jeremy Saffer – Fotógrafo |